# Salzburg-Umgebung
Salzburg-Umgebung är ett distrikt (Bezirk) i det österrikiska  förbundslandet Salzburg. Distriktets huvudort är Seekirchen am Wallersee. I väster gränsar distriktet till Bayern i Tyskland. Distriktet utgör tillsammans med staden Salzburg det område som kallas för Flachgau.
Distriktet delas in i tre stadskommuner, sex köpingskommuner och 28 kommuner:

Kommunerna i distriktet Salzburg-Umgebung

Stadskommuner (Stadtgemeinden):
- Neumarkt am Wallersee
- Oberndorf bei Salzburg
- Seekirchen am Wallersee

Köpingskommuner (Marktgemeinden):
- Eugendorf
- Grödig
- Mattsee
- Obertrum am See
- Straßwalchen
- Thalgau

Kommuner (Gemeinden):

- Anif
- Anthering
- Bergheim
- Berndorf bei Salzburg
- Bürmoos
- Dorfbeuern
- Ebenau
- Elixhausen
- Elsbethen
- Faistenau
- Fuschl am See
- Großgmain
- Göming
- Hallwang
- Henndorf am Wallersee
- Hintersee
- Hof bei Salzburg
- Koppl
- Köstendorf
- Lamprechtshausen
- Nußdorf am Haunsberg
- Plainfeld
- Sankt Georgen bei Salzburg
- Sankt Gilgen
- Schleedorf
- Seeham
- Strobl
- Wals-Siezenheim